# Shakira/Diskografie
Diese Diskografie ist eine Übersicht über die musikalischen Werke der kolumbianischen Popsängerin Shakira. Den Quellenangaben und Schallplattenauszeichnungen zufolge verkaufte sie bisher mehr als 131,1 Millionen Tonträger, davon alleine in Deutschland über 6,8 Millionen. Damit zählt sie zu den Interpretinnen mit den meisten Tonträgerverkäufen des Landes. Ihre erfolgreichste Veröffentlichung ist das fünfte Studioalbum Servicio de lavandería (Laundry Service) mit über 13 Millionen verkauften Einheiten. In Deutschland verkaufte sich ihre Single Waka Waka (This Time for Africa) am besten, mit 1,2 Millionen verkauften Einheiten zählt diese zu den meistverkauften Singles des Landes.

## Alben

### Studioalben
| Jahr | Titel Musiklabel                                                          | Höchstplatzierung, Gesamtwochen, AuszeichnungChartplatzierungen (Jahr, Titel, Musiklabel, Platzierungen, Wochen, Auszeichnungen, Anmerkungen) | Höchstplatzierung, Gesamtwochen, AuszeichnungChartplatzierungen (Jahr, Titel, Musiklabel, Platzierungen, Wochen, Auszeichnungen, Anmerkungen) | Höchstplatzierung, Gesamtwochen, AuszeichnungChartplatzierungen (Jahr, Titel, Musiklabel, Platzierungen, Wochen, Auszeichnungen, Anmerkungen) | Höchstplatzierung, Gesamtwochen, AuszeichnungChartplatzierungen (Jahr, Titel, Musiklabel, Platzierungen, Wochen, Auszeichnungen, Anmerkungen) | Höchstplatzierung, Gesamtwochen, AuszeichnungChartplatzierungen (Jahr, Titel, Musiklabel, Platzierungen, Wochen, Auszeichnungen, Anmerkungen) | Höchstplatzierung, Gesamtwochen, AuszeichnungChartplatzierungen (Jahr, Titel, Musiklabel, Platzierungen, Wochen, Auszeichnungen, Anmerkungen) | Höchstplatzierung, Gesamtwochen, AuszeichnungChartplatzierungen (Jahr, Titel, Musiklabel, Platzierungen, Wochen, Auszeichnungen, Anmerkungen) | Anmerkungen                                                    |
| Jahr | Titel Musiklabel                                                          | DE | AT | CH | UK | US | Latin | ES | Anmerkungen                                                    |
| ---- | ------------------------------------------------------------------------- | --- | --- | --- | --- | --- | --- | --- | -------------------------------------------------------------- |
| 1991 | Magia Columbia Records (Sony)                                             | — | — | — | — | — | — | — | Erstveröffentlichung: 24. Juni 1991                            |
| 1993 | Peligro Columbia Records (Sony)                                           | — | — | — | — | — | — | — | Erstveröffentlichung: 25. März 1993                            |
| 1995 | Pies descalzos auch bekannt als: Colección de Oro Columbia Records (Sony) | DE71 a (3 Wo.)DE | — | — | — | US— PlatinUS | Latin5 (102 Wo.)Latin | ES25 (23 Wo.)ES | Erstveröffentlichung: 6. Oktober 1995 Verkäufe: + 5.000.000    |
| 1998 | ¿Dónde están los ladrones? Columbia Records (Sony)                        | DE79 a (9 Wo.)DE | — | CH73 (5 Wo.)CH | — | US131 Platin · (22 Wo.)US | Latin1 (107 Wo.)Latin | ES22 Platin · (28 Wo.)ES | Erstveröffentlichung: 22. September 1998 Verkäufe: + 4.074.351 |
| 2001 | Laundry Service / Servicio de lavandería Epic Records (Sony)              | DE2 ×5Fünffachgold · (77 Wo.)DE | AT1 ×2Doppelplatin · (71 Wo.)AT | CH1 ×5Fünffachplatin · (84 Wo.)CH | UK2 ×3Dreifachplatin · (51 Wo.)UK | US3 ×4Vierfachplatin · (62 Wo.)US | — | ES1 ×5Fünffachplatin · (43 Wo.)ES | Erstveröffentlichung: 13. November 2001 Verkäufe: + 13.000.000 |
| 2005 | Fijación oral vol. 1 Epic Records (Sony BMG)                              | DE1 ×3Dreifachgold · (33 Wo.)DE | AT2 Platin · (23 Wo.)AT | CH2 Platin · (31 Wo.)CH | — | US4 Platin · (33 Wo.)US | Latin1 Diamant + Platin · (83 Wo.)Latin | ES1 ×3Dreifachplatin · (88 Wo.)ES | Erstveröffentlichung: 3. Juni 2005 Verkäufe: + 2.913.613       |
| 2005 | Oral Fixation Vol. 2 Epic Records (Sony BMG)                              | DE4 ×2Doppelplatin · (71 Wo.)DE | AT6 Platin · (45 Wo.)AT | CH3 Platin · (57 Wo.)CH | UK12 Platin · (30 Wo.)UK | US5 ×3Dreifachplatin · (58 Wo.)US | — | ES3 Platin · (44 Wo.)ES | Erstveröffentlichung: 25. November 2005 Verkäufe: + 5.077.585  |
| 2009 | She Wolf / Loba Epic Records (Sony)                                       | DE3 Gold · (25 Wo.)DE | AT4 (15 Wo.)AT | CH1 Gold · (46 Wo.)CH | UK4 Gold · (15 Wo.)UK | US15 (15 Wo.)US | — | ES2 Platin · (54 Wo.)ES | Erstveröffentlichung: 9. Oktober 2009 Verkäufe: + 867.000      |
| 2010 | Sale el sol (auch bekannt als: The Sun Comes Out) Epic Records (Sony)     | DE6 Platin · (38 Wo.)DE | AT3 Platin · (44 Wo.)AT | CH2 ×2Doppelplatin · (49 Wo.)CH | — | US7 (20 Wo.)US | Latin1 Diamant · (207 Wo.)Latin | ES1 ×2Doppelplatin · (63 Wo.)ES | Erstveröffentlichung: 15. Oktober 2010 Verkäufe: + 2.505.613   |
| 2014 | Shakira. RCA Records (Sony)                                               | DE5 (16 Wo.)DE | AT3 (15 Wo.)AT | CH2 (21 Wo.)CH | UK14 (7 Wo.)UK | US2 (18 Wo.)US | — | ES2 Gold · (25 Wo.)ES | Erstveröffentlichung: 21. März 2014 Verkäufe: + 205.000        |
| 2017 | El Dorado Sony Music Latin (Sony)                                         | DE19 (7 Wo.)DE | AT10 (4 Wo.)AT | CH3 Platin · (21 Wo.)CH | UK54 (1 Wo.)UK | US15 (13 Wo.)US | Latin1 Diamant · (165 Wo.)Latin | ES2 (45 Wo.)ES | Erstveröffentlichung: 26. Mai 2017 Verkäufe: + 1.131.000       |
| 2024 | Las mujeres ya no lloran Sony Music Latin (Sony)                          | DE15 (2 Wo.)DE | AT8 (2 Wo.)AT | CH4 (4 Wo.)CH | — | US13 (5 Wo.)US | Latin1 ×7Siebenfachplatin · (49 Wo.)Latin | ES1 Platin · (… Wo.)ES | Erstveröffentlichung: 22. März 2024 Verkäufe: + 940.000        |

grau schraffiert: keine Chartdaten aus diesem Jahr verfügbar

### Livealben
| Jahr | Titel Musiklabel                                                  | Höchstplatzierung, Gesamtwochen, AuszeichnungChartplatzierungen (Jahr, Titel, Musiklabel, Platzierungen, Wochen, Auszeichnungen, Anmerkungen) | Höchstplatzierung, Gesamtwochen, AuszeichnungChartplatzierungen (Jahr, Titel, Musiklabel, Platzierungen, Wochen, Auszeichnungen, Anmerkungen) | Höchstplatzierung, Gesamtwochen, AuszeichnungChartplatzierungen (Jahr, Titel, Musiklabel, Platzierungen, Wochen, Auszeichnungen, Anmerkungen) | Höchstplatzierung, Gesamtwochen, AuszeichnungChartplatzierungen (Jahr, Titel, Musiklabel, Platzierungen, Wochen, Auszeichnungen, Anmerkungen) | Höchstplatzierung, Gesamtwochen, AuszeichnungChartplatzierungen (Jahr, Titel, Musiklabel, Platzierungen, Wochen, Auszeichnungen, Anmerkungen) | Höchstplatzierung, Gesamtwochen, AuszeichnungChartplatzierungen (Jahr, Titel, Musiklabel, Platzierungen, Wochen, Auszeichnungen, Anmerkungen) | Höchstplatzierung, Gesamtwochen, AuszeichnungChartplatzierungen (Jahr, Titel, Musiklabel, Platzierungen, Wochen, Auszeichnungen, Anmerkungen) | Anmerkungen                                                  |
| Jahr | Titel Musiklabel                                                  | DE | AT | CH | UK | US | Latin | ES | Anmerkungen                                                  |
| ---- | ----------------------------------------------------------------- | --- | --- | --- | --- | --- | --- | --- | ------------------------------------------------------------ |
| 2000 | MTV Unplugged Columbia Records (Sony)                             | DE91 (2 Wo.)DE | AT55 (5 Wo.)AT | — | — | US124 (8 Wo.)US | Latin1 ×4Vierfachplatin · (102 Wo.)Latin | — | Erstveröffentlichung: 24. Februar 2000 Verkäufe: + 1.068.663 |
| 2004 | En vivo y en privado / Live & Off the Record Epic Records (Sony)  | DE14 (9 Wo.)DE | AT9 (9 Wo.)AT | CH20 (8 Wo.)CH | — | US45 (6 Wo.)US | — | ES4 Gold · (23 Wo.)ES | Erstveröffentlichung: 22. März 2004 Verkäufe: + 170.000      |
| 2007 | Tour Fijación Oral / Oral Fixation Tour Epic Records (Sony BMG)   | DE71 (1 Wo.)DE | — | — | — | — | — | — | Erstveröffentlichung: 12. November 2007 Verkäufe: + 110.000  |
| 2011 | En vivo desde París / Live from Paris Sony Music Latin (Sony)     | DE43 (6 Wo.)DE | — | CH39 (13 Wo.)CH | — | — | Latin2 (17 Wo.)Latin | ES18 (22 Wo.)ES | Erstveröffentlichung: 2. Dezember 2011 Verkäufe: + 220.000   |
| 2019 | Shakira in Concert: El Dorado, World Tour Sony Music Latin (Sony) | — | — | — | — | — | Latin18 (1 Wo.)Latin | — | Erstveröffentlichung: 13. November 2019                      |

grau schraffiert: keine Chartdaten aus diesem Jahr verfügbar

### Kompilationen
| Jahr | Titel Musiklabel                       | Höchstplatzierung, Gesamtwochen, AuszeichnungChartplatzierungen (Jahr, Titel, Musiklabel, Platzierungen, Wochen, Auszeichnungen, Anmerkungen) | Höchstplatzierung, Gesamtwochen, AuszeichnungChartplatzierungen (Jahr, Titel, Musiklabel, Platzierungen, Wochen, Auszeichnungen, Anmerkungen) | Höchstplatzierung, Gesamtwochen, AuszeichnungChartplatzierungen (Jahr, Titel, Musiklabel, Platzierungen, Wochen, Auszeichnungen, Anmerkungen) | Höchstplatzierung, Gesamtwochen, AuszeichnungChartplatzierungen (Jahr, Titel, Musiklabel, Platzierungen, Wochen, Auszeichnungen, Anmerkungen) | Höchstplatzierung, Gesamtwochen, AuszeichnungChartplatzierungen (Jahr, Titel, Musiklabel, Platzierungen, Wochen, Auszeichnungen, Anmerkungen) | Höchstplatzierung, Gesamtwochen, AuszeichnungChartplatzierungen (Jahr, Titel, Musiklabel, Platzierungen, Wochen, Auszeichnungen, Anmerkungen) | Höchstplatzierung, Gesamtwochen, AuszeichnungChartplatzierungen (Jahr, Titel, Musiklabel, Platzierungen, Wochen, Auszeichnungen, Anmerkungen) | Anmerkungen                                                |
| Jahr | Titel Musiklabel                       | DE | AT | CH | UK | US | Latin | ES | Anmerkungen                                                |
| ---- | -------------------------------------- | --- | --- | --- | --- | --- | --- | --- | ---------------------------------------------------------- |
| 2002 | Grandes éxitos Columbia Records (Sony) | — | — | CH49 (21 Wo.)CH | — | US80 (9 Wo.)US | Latin1 ×2Doppelplatin · (69 Wo.)Latin | ES4 Platin · (67 Wo.)ES | Erstveröffentlichung: 5. November 2002 Verkäufe: + 665.692 |

grau schraffiert: keine Chartdaten aus diesem Jahr verfügbar

### Remixalben
| Jahr | Titel Musiklabel                    | Höchstplatzierung, Gesamtwochen, AuszeichnungChartplatzierungen (Jahr, Titel, Musiklabel, Platzierungen, Wochen, Auszeichnungen, Anmerkungen) | Höchstplatzierung, Gesamtwochen, AuszeichnungChartplatzierungen (Jahr, Titel, Musiklabel, Platzierungen, Wochen, Auszeichnungen, Anmerkungen) | Höchstplatzierung, Gesamtwochen, AuszeichnungChartplatzierungen (Jahr, Titel, Musiklabel, Platzierungen, Wochen, Auszeichnungen, Anmerkungen) | Höchstplatzierung, Gesamtwochen, AuszeichnungChartplatzierungen (Jahr, Titel, Musiklabel, Platzierungen, Wochen, Auszeichnungen, Anmerkungen) | Höchstplatzierung, Gesamtwochen, AuszeichnungChartplatzierungen (Jahr, Titel, Musiklabel, Platzierungen, Wochen, Auszeichnungen, Anmerkungen) | Höchstplatzierung, Gesamtwochen, AuszeichnungChartplatzierungen (Jahr, Titel, Musiklabel, Platzierungen, Wochen, Auszeichnungen, Anmerkungen) | Höchstplatzierung, Gesamtwochen, AuszeichnungChartplatzierungen (Jahr, Titel, Musiklabel, Platzierungen, Wochen, Auszeichnungen, Anmerkungen) | Anmerkungen                                                |
| Jahr | Titel Musiklabel                    | DE | AT | CH | UK | US | Latin | ES | Anmerkungen                                                |
| ---- | ----------------------------------- | --- | --- | --- | --- | --- | --- | --- | ---------------------------------------------------------- |
| 1997 | The Remixes Columbia Records (Sony) | — | — | — | — | — | Latin21 ×2Doppelplatin · (20 Wo.)Latin | — | Erstveröffentlichung: 21. Oktober 1997 Verkäufe: + 200.000 |

grau schraffiert: keine Chartdaten aus diesem Jahr verfügbar

### Soundtracks
| Jahr | Titel Musiklabel                                    | Anmerkungen                           |
| ---- | --------------------------------------------------- | ------------------------------------- |
| 2008 | Love in the Time of Cholera Epic Records (Sony BMG) | Erstveröffentlichung: 8. Februar 2008 |

### EPs
| Jahr | Titel Musiklabel                 | Anmerkungen                                                         |
| ---- | -------------------------------- | ------------------------------------------------------------------- |
| 2009 | She Wolf Sony Music Japan (Sony) | Erstveröffentlichung: 2. September 2009 nur in Japan veröffentlicht |

## Singles

### Als Leadmusikerin
| Jahr | Titel Album                                                                               | Höchstplatzierung, Gesamtwochen, AuszeichnungChartplatzierungen (Jahr, Titel, Album, Platzierungen, Wochen, Auszeichnungen, Anmerkungen) | Höchstplatzierung, Gesamtwochen, AuszeichnungChartplatzierungen (Jahr, Titel, Album, Platzierungen, Wochen, Auszeichnungen, Anmerkungen) | Höchstplatzierung, Gesamtwochen, AuszeichnungChartplatzierungen (Jahr, Titel, Album, Platzierungen, Wochen, Auszeichnungen, Anmerkungen) | Höchstplatzierung, Gesamtwochen, AuszeichnungChartplatzierungen (Jahr, Titel, Album, Platzierungen, Wochen, Auszeichnungen, Anmerkungen) | Höchstplatzierung, Gesamtwochen, AuszeichnungChartplatzierungen (Jahr, Titel, Album, Platzierungen, Wochen, Auszeichnungen, Anmerkungen) | Höchstplatzierung, Gesamtwochen, AuszeichnungChartplatzierungen (Jahr, Titel, Album, Platzierungen, Wochen, Auszeichnungen, Anmerkungen) | Höchstplatzierung, Gesamtwochen, AuszeichnungChartplatzierungen (Jahr, Titel, Album, Platzierungen, Wochen, Auszeichnungen, Anmerkungen) | Anmerkungen                                                                                   |
| Jahr | Titel Album                                                                               | DE | AT | CH | UK | US | Latin | ES | Anmerkungen                                                                                   |
| --- | ----------------------------------------------------------------------------------------- | --- | --- | --- | --- | --- | --- | --- | --------------------------------------------------------------------------------------------- |
| 1991 | Magia                                                                                     | — | — | — | — | — | — | — | Erstveröffentlichung: 1991                                                                    |
| 1993 | Peligro                                                                                   | — | — | — | — | — | — | — | Erstveröffentlichung: 29. Januar 1993                                                         |
| 1993 | Brujería Peligro                                                                          | — | — | — | — | — | — | — | Erstveröffentlichung: 17. April 1993                                                          |
| 1993 | Tú serás la historia de mi vida Peligro                                                   | — | — | — | — | — | — | — | Erstveröffentlichung: 5. Juli 1993                                                            |
| 1995 | Estoy aquí Pies descalzos                                                                 | — | — | — | — | — | Latin2 (12 Wo.)Latin | ES— GoldES | Erstveröffentlichung: 29. August 1995 Verkäufe: + 450.000                                     |
| 1996 | ¿Dónde estás corazón? Pies descalzos                                                      | — | — | — | — | — | Latin5 (9 Wo.)Latin | — | Erstveröffentlichung: 2. Februar 1996 Verkäufe: + 240.000                                     |
| 1996 | Pies descalzos, sueños blancos Pies descalzos                                             | — | — | — | — | — | — | — | Erstveröffentlichung: 15. März 1996 Verkäufe: + 270.000                                       |
| 1996 | Un poco de amor Pies descalzos                                                            | — | — | — | — | — | — | — | Erstveröffentlichung: 16. Mai 1996                                                            |
| 1997 | Antología Pies descalzos                                                                  | — | — | — | — | — | Latin15 (7 Wo.)Latin | — | Erstveröffentlichung: 8. Januar 1997 Verkäufe: + 1.290.000                                    |
| 1997 | Se quiere, se mata Pies descalzos                                                         | — | — | — | — | — | Latin8 (7 Wo.)Latin | — | Erstveröffentlichung: 10. März 1997                                                           |
| 1998 | Ciega, sordomuda ¿Dónde están los ladrones?                                               | — | — | — | — | US— GoldUS | Latin1 (17 Wo.)Latin | ES7 Platin · (3 Wo.)ES | Erstveröffentlichung: 7. September 1998 Verkäufe: + 1.280.000                                 |
| 1998 | Tú ¿Dónde están los ladrones?                                                             | — | — | — | — | — | Latin1 (16 Wo.)Latin | — | Erstveröffentlichung: 2. November 1998 Verkäufe: + 360.000                                    |
| 1998 | Inevitable ¿Dónde están los ladrones?                                                     | — | — | — | — | — | Latin3 (12 Wo.)Latin | ES— PlatinES | Erstveröffentlichung: 15. Dezember 1998 Verkäufe: + 840.000                                   |
| 1999 | No creo ¿Dónde están los ladrones?                                                        | — | — | — | — | — | Latin9 (12 Wo.)Latin | — | Erstveröffentlichung: 17. Februar 1999                                                        |
| 1999 | Ojos así / Eyes Like Yours ¿Dónde están los ladrones? / Laundry Service                   | — | — | CH33 (11 Wo.)CH | — | US— GoldUS | Latin22 (4 Wo.)Latin | — | Erstveröffentlichung: 23. Juli 1999 Verkäufe: + 800.000                                       |
| 1999 | Moscas en la casa ¿Dónde están los ladrones?                                              | — | — | — | — | — | Latin25 (8 Wo.)Latin | — | Erstveröffentlichung: 28. August 1999 Verkäufe: + 270.000                                     |
| 2001 | Whenever, Wherever / Suerte Laundry Service / Servicio de lavandería                      | DE1 ×3Dreifachgold · (24 Wo.)DE | AT1 Platin · (30 Wo.)AT | CH1 ×2Doppelplatin · (48 Wo.)CH | UK2 ×2Doppelplatin · (22 Wo.)UK | US6 ×2Doppelplatin · (24 Wo.)US | Latin1 (46 Wo.)Latin | ES1 Gold + Platin (Suerte) · (17 Wo.)ES                                                                                                  | Erstveröffentlichung: 27. August 2001 Verkäufe: + 6.417.477                                   |
| 2002 | Underneath Your Clothes Laundry Service / Servicio de lavandería                          | DE2 Gold · (20 Wo.)DE | AT1 Platin · (34 Wo.)AT | CH2 Platin · (31 Wo.)CH | UK3 Gold · (20 Wo.)UK | US9 Gold · (20 Wo.)US | — | — | Erstveröffentlichung: 30. April 2002 Verkäufe: + 1.825.000                                    |
| 2002 | Objection (Tango) / Te aviso, te anuncio (Tango) Laundry Service / Servicio de lavandería | DE19 (14 Wo.)DE | AT12 (21 Wo.)AT | CH10 (25 Wo.)CH | UK17 (16 Wo.)UK | US55 (9 Wo.)US | Latin16 (16 Wo.)Latin | — | Erstveröffentlichung: 24. Mai 2002 Verkäufe: + 555.000                                        |
| 2002 | Te dejo Madrid Laundry Service / Servicio de lavandería                                   | — | — | — | — | — | Latin45 (4 Wo.)Latin | ES7 (4 Wo.)ES | Erstveröffentlichung: 15. August 2002 Verkäufe: + 90.000                                      |
| 2002 | Que me quedes tú Laundry Service / Servicio de lavandería                                 | — | — | — | — | — | Latin1 (26 Wo.)Latin | — | Erstveröffentlichung: 1. Dezember 2002 Verkäufe: + 210.000                                    |
| 2003 | The One Laundry Service / Servicio de lavandería                                          | DE39 (9 Wo.)DE | AT21 (15 Wo.)AT | CH17 (14 Wo.)CH | — | — | — | — | Erstveröffentlichung: 6. März 2003                                                            |
| 2005 | La Tortura Fijación oral Vol. 1                                                           | DE4 Gold · (24 Wo.)DE | AT3 Gold · (27 Wo.)AT | CH2 Gold · (37 Wo.)CH | — | US23 Platin · (31 Wo.)US | Latin1 ×3×2Dreifachdiamant + Doppelplatin · (45 Wo.)Latin                                                                                | ES1 ×2Doppelplatin · (19 Wo.)ES | Erstveröffentlichung: 12. April 2005 Verkäufe: + 3.062.500; feat. Alejandro Sanz              |
| 2005 | No Fijación oral, Vol. 1                                                                  | — | — | — | — | — | Latin11 (20 Wo.)Latin | — | Erstveröffentlichung: 2. Juli 2005 Verkäufe: + 210.000; feat. Gustavo Cerati                  |
| 2005 | Don’t Bother Oral Fixation Vol. 2                                                         | DE7 (19 Wo.)DE | AT6 (24 Wo.)AT | CH8 (31 Wo.)CH | UK9 (6 Wo.)UK | US42 Gold · (9 Wo.)US | — | — | Erstveröffentlichung: 4. Oktober 2005 Verkäufe: + 500.000                                     |
| 2006 | Día de enero Fijación oral, Vol. 1                                                        | — | — | — | — | — | Latin29 (11 Wo.)Latin | ES— GoldES | Erstveröffentlichung: 19. Januar 2006 Verkäufe: + 960.000                                     |
| 2006 | Hips Don’t Lie / Será, será (las caderas no mienten) Oral Fixation Vol. 2                 | DE1 ×3Dreifachplatin · (29 Wo.)DE | AT2 Gold · (38 Wo.)AT | CH1 Platin · (71 Wo.)CH | UK1 ×4Vierfachplatin · (48 Wo.)UK | US1 ×2Doppelplatin + Doppelplatin (Mastertone) · (31 Wo.)US                                                                              | Latin1 (29 Wo.)Latin | ES93 ×3Dreifachplatin · (1 Wo.)ES | Erstveröffentlichung: 27. März 2006 Verkäufe: + 10.795.000; feat. Wyclef Jean                 |
| 2006 | Illegal Oral Fixation Vol. 2                                                              | DE11 (17 Wo.)DE | AT10 (28 Wo.)AT | CH9 (21 Wo.)CH | UK34 (4 Wo.)UK | — | — | — | Erstveröffentlichung: 6. November 2006 feat. Carlos Santana                                   |
| 2007 | Las de la intuición / Pure Intuition Fijación oral, vol. 1                                | — | — | — | — | — | Latin31 (10 Wo.)Latin | ES— ×7×10Siebenfachplatin + Zehnfachplatin (Pure Intuition)ES                                                                            | Erstveröffentlichung: 14. Mai 2007 · Verkäufe: + 890.000; + ES: ×5Fünffachplatin (Ringtone)   |
| 2009 | She Wolf / Loba                                                                           | DE2 Gold · (18 Wo.)DE | AT3 (19 Wo.)AT | CH3 Gold · (23 Wo.)CH | UK4 Platin · (21 Wo.)UK | US11 Platin · (20 Wo.)US | Latin1 (22 Wo.)Latin | ES2 ×2Doppelplatin · (49 Wo.)ES | Erstveröffentlichung: 4. Juni 2009 Verkäufe: + 3.617.000                                      |
| 2009 | Did It Again / Lo hecho está hecho She Wolf / Loba                                        | DE34 (9 Wo.)DE | AT34 (4 Wo.)AT | CH29 (6 Wo.)CH | UK26 (8 Wo.)UK | — | Latin6 (20 Wo.)Latin | ES12 Gold · (23 Wo.)ES | Erstveröffentlichung: 16. Oktober 2009 Verkäufe: + 170.000                                    |
| 2009 | Give It Up to Me She Wolf / Loba                                                          | — | — | — | — | US29 Gold · (11 Wo.)US | — | — | Erstveröffentlichung: 19. Oktober 2009 Verkäufe: + 500.000; feat. Lil Wayne & Timbaland       |
| 2010 | Gypsy / Gitana She Wolf / Loba                                                            | DE7 (18 Wo.)DE | AT11 (10 Wo.)AT | CH12 (18 Wo.)CH | — | US65 (3 Wo.)US | Latin6 (20 Wo.)Latin | ES3 Platin · (38 Wo.)ES | Erstveröffentlichung: 19. Februar 2010 Verkäufe: + 160.000                                    |
| 2010 | Waka Waka (This Time for Africa) / Waka Waka (esto es África) Sale el sol                 | DE1 ×4Vierfachplatin · (75 Wo.)DE | AT1 ×2Doppelplatin · (63 Wo.)AT | CH1 ×3Dreifachplatin · (86 Wo.)CH | UK21 ×2Doppelplatin · (33 Wo.)UK | US38 Platin · (18 Wo.)US | Latin2 (20 Wo.)Latin | ES1 ×6Sechsfachplatin · (70 Wo.)ES | Erstveröffentlichung: 7. Mai 2010 Verkäufe: + 7.470.248; feat. Freshlyground                  |
| 2010 | Loca Sale el sol                                                                          | DE6 Gold · (24 Wo.)DE | AT2 Gold · (20 Wo.)AT | CH1 Platin · (40 Wo.)CH | — | US32 (11 Wo.)US | Latin1 (31 Wo.)Latin | ES1 ×2Doppelplatin · (46 Wo.)ES | Erstveröffentlichung: 10. September 2010 Verkäufe: + 1.192.000; feat. El Cata / Dizzee Rascal |
| 2011 | Sale el sol                                                                               | — | — | — | — | — | Latin10 Platin · (17 Wo.)Latin | ES8 Gold · (23 Wo.)ES | Erstveröffentlichung: 4. Januar 2011 Verkäufe: + 140.000                                      |
| 2011 | Rabiosa Sale el sol                                                                       | DE26 (15 Wo.)DE | AT6 (17 Wo.)AT | CH3 Gold · (21 Wo.)CH | — | — | Latin8 (25 Wo.)Latin | ES1 Platin · (33 Wo.)ES | Erstveröffentlichung: 8. April 2011 Verkäufe: + 653.000; feat. El Cata / Pitbull              |
| 2011 | Antes de las seis Sale el Sol                                                             | — | — | — | — | — | Latin21 (14 Wo.)Latin | — | Erstveröffentlichung: 21. Oktober 2011 Verkäufe: + 30.000                                     |
| 2011 | Je l’aime à mourir (La Quiero a Morir) Live from Paris / En vivo desde París              | — | — | CH18 Gold · (14 Wo.)CH | — | US39 (1 Wo.)US | — | — | Erstveröffentlichung: 15. November 2011 Verkäufe: + 243.500                                   |
| 2012 | Addicted to You Sale el sol                                                               | — | — | CH70 (3 Wo.)CH | — | — | Latin9 (20 Wo.)Latin | ES14 Gold · (22 Wo.)ES | Erstveröffentlichung: 13. März 2012 Verkäufe: + 470.100                                       |
| 2014 | Can’t Remember to Forget You / Nunca Me Acuerdo de Olvidarte Shakira.                     | DE8 Platin · (21 Wo.)DE | AT4 (16 Wo.)AT | CH7 Gold · (17 Wo.)CH | UK11 Platin · (14 Wo.)UK | US15 (19 Wo.)US | Latin6 (19 Wo.)Latin | ES2 Platin + Platin (Streaming) · (14 Wo.)ES                                                                                             | Erstveröffentlichung: 13. Januar 2014 Verkäufe: + 2.371.700; feat. Rihanna                    |
| 2014 | Empire Shakira.                                                                           | — | — | — | UK25 (4 Wo.)UK | US58 Platin · (12 Wo.)US | — | ES39 (1 Wo.)ES | Erstveröffentlichung: 21. Februar 2014 Verkäufe: + 1.100.000                                  |
| 2014 | La La La * / Dare (La La La) Shakira.                                                     | DE12 Gold · (24 Wo.)DE | AT14 (22 Wo.)AT | CH3 Gold · (24 Wo.)CH | — | US53 Platin · (11 Wo.)US | — | ES2 Gold + Platin (Streaming) · (25 Wo.)ES                                                                                               | Erstveröffentlichung: 21. März 2014 Verkäufe: + 1.600.600; * feat. Carlinhos Brown            |
| 2016 | Try Everything Zoomania (O.S.T.)                                                          | DE54 (5 Wo.)DE | AT39 (5 Wo.)AT | CH55 (3 Wo.)CH | UK— PlatinUK | US63 ×3Dreifachplatin · (9 Wo.)US | — | ES32 (6 Wo.)ES | Erstveröffentlichung: 8. Januar 2016 Verkäufe: + 3.705.000                                    |
| 2016 | Chantaje El Dorado                                                                        | DE20 Platin · (27 Wo.)DE | AT41 (8 Wo.)AT | CH10 Platin · (43 Wo.)CH | UK— SilberUK | US51 (12 Wo.)US | Latin1 ×6Diamant + Sechsfachplatin · (47 Wo.)Latin                                                                                       | ES1 ×5Fünffachplatin · (51 Wo.)ES | Erstveröffentlichung: 28. Oktober 2016 Verkäufe: + 4.418.333; feat. Maluma                    |
| 2017 | Me enamoré! El Dorado                                                                     | — | — | CH32 Platin · (24 Wo.)CH | — | US83 (2 Wo.)US | Latin4 (26 Wo.)Latin | ES5 ×3Dreifachplatin · (39 Wo.)ES | Erstveröffentlichung: 7. April 2017 Verkäufe: + 955.000                                       |
| 2017 | Perro fiel El Dorado                                                                      | — | — | CH62 Gold · (11 Wo.)CH | — | US100 (1 Wo.)US | Latin6 (26 Wo.)Latin | ES5 ×5Fünffachplatin · (48 Wo.)ES | Erstveröffentlichung: 8. September 2017 Verkäufe: + 795.000; feat. Nicky Jam                  |
| 2018 | Trap El Dorado                                                                            | — | — | — | — | — | Latin17 (7 Wo.)Latin | — | Erstveröffentlichung: 26. Januar 2018 Verkäufe: + 90.000; feat. Maluma                        |
| 2018 | Clandestino –                                                                             | — | — | CH32 (4 Wo.)CH | — | — | Latin7 (22 Wo.)Latin | ES13 ×2Doppelplatin · (26 Wo.)ES | Erstveröffentlichung: 8. Juni 2018 Verkäufe: + 770.000; mit Maluma                            |
| 2019 | Tutu (Remix) –                                                                            | — | — | — | — | — | — | ES98 Gold · (1 Wo.)ES | Erstveröffentlichung: 15. Oktober 2019 Verkäufe: + 30.000; mit Camilo & Pedro Capó            |
| 2020 | Me gusta –                                                                                | — | — | CH42 (6 Wo.)CH | — | — | Latin6 (20 Wo.)Latin | ES2 ×3Dreifachplatin · (34 Wo.)ES | Erstveröffentlichung: 13. Januar 2020 Verkäufe: + 595.000; mit Anuel AA                       |
| 2021 | Don’t Wait Up –                                                                           | — | — | — | — | — | — | — | Erstveröffentlichung: 16. Juli 2021 Verkäufe: + 205.000                                       |
| 2022 | Te felicito Las mujeres ya no lloran                                                      | — | — | CH71 Gold · (10 Wo.)CH | — | US67 (8 Wo.)US | Latin10 ×2×4Doppeldiamant + Vierfachplatin · (21 Wo.)Latin                                                                               | ES2 ×7Siebenfachplatin · (69 Wo.)ES | Erstveröffentlichung: 21. April 2022 Verkäufe: + 3.495.000; feat. Rauw Alejandro              |
| 2022 | Monotonía Las mujeres ya no lloran                                                        | — | — | CH17 (10 Wo.)CH | — | US65 (3 Wo.)US | Latin3 ×6Diamant + Sechsfachplatin · (20 Wo.)Latin                                                                                       | ES3 ×4Vierfachplatin · (42 Wo.)ES | Erstveröffentlichung: 19. Oktober 2022 Verkäufe: + 2.030.000; feat. Ozuna                     |
| 2023 | TQG Mañana será bonito • Las mujeres ya no lloran                                         | DE— bDE | — | CH5 Gold · (21 Wo.)CH | UK88 (1 Wo.)UK | US7 (20 Wo.)US | Latin1 (26 Wo.)Latin | ES1 ×9Neunfachplatin · (93 Wo.)ES | Erstveröffentlichung: 23. Februar 2023 Verkäufe: + 1.258.333; mit Karol G                     |
| 2023 | Acróstico Las mujeres ya no lloran                                                        | — | — | CH41 (2 Wo.)CH | — | US84 (1 Wo.)US | Latin16 ×4Vierfachplatin · (10 Wo.)Latin                                                                                                 | ES1 ×3Dreifachplatin · (26 Wo.)ES | Erstveröffentlichung: 11. Mai 2023 Verkäufe: + 860.000                                        |
| 2023 | Copa vacía Las mujeres ya no lloran                                                       | — | — | CH100 (1 Wo.)CH | — | — | Latin31 ×5Fünffachplatin · (13 Wo.)Latin                                                                                                 | ES16 ×2Doppelplatin · (17 Wo.)ES | Erstveröffentlichung: 29. Juni 2023 Verkäufe: + 650.000; feat. Manuel Turizo                  |
| 2023 | El jefe Las mujeres ya no lloran                                                          | — | — | — | — | US55 (1 Wo.)US | Latin4 ×8Achtfachplatin · (11 Wo.)Latin                                                                                                  | ES12 Platin · (6 Wo.)ES | Erstveröffentlichung: 20. September 2023 Verkäufe: + 820.000; feat. Fuerza Regida             |
| 2024 | Puntería Las mujeres ya no lloran                                                         | — | — | CH62 (1 Wo.)CH | — | US72 (1 Wo.)US | Latin3 ×3Dreifachplatin · (14 Wo.)Latin                                                                                                  | ES37 Gold · (3 Wo.)ES | Erstveröffentlichung: 21. März 2024 Verkäufe: + 290.000; feat. Cardi B                        |
| 2024 | (Entre Parentesis) Las mujeres ya no lloran                                               | — | — | — | — | — | Latin22 ×4Vierfachplatin · (14 Wo.)Latin                                                                                                 | — | Erstveröffentlichung: 25. März 2024 Verkäufe: + 495.000; feat. Grupo Frontera                 |
| 2024 | Soltera –                                                                                 | — | — | — | — | — | Latin9 Platin · (20 Wo.)Latin | ES4 ×2Doppelplatin · (31 Wo.)ES | Erstveröffentlichung: 25. September 2024 Verkäufe: + 550.000                                  |
| Folgende Lieder erschienen nicht als Single, wurden aber durch das Album zum Download und Streaming bereitgestellt und konnten somit eine Platzierung erlangen: |                                                                                           | | | | | | | |                                                                                               |
| |                                                                                           | | | | | | | |                                                                                               |
| 2010 | Good Stuff She Wolf                                                                       | — | — | — | — | — | — | ES49 (1 Wo.)ES | Charteinstieg: 21. März 2010                                                                  |
| 2014 | Boig per tu Shakira.                                                                      | — | — | — | — | — | — | ES1 (6 Wo.)ES | Charteinstieg: 30. März 2014                                                                  |
| 2017 | Nada El Dorado                                                                            | — | — | — | — | — | Latin47 (1 Wo.)Latin | ES46 (1 Wo.)ES | Charteinstieg: 28. Mai 2017 Verkäufe: + 30.000                                                |
| 2017 | Amarillo El Dorado                                                                        | — | — | — | — | — | — | ES39 (1 Wo.)ES | Charteinstieg: 4. Juni 2017 Verkäufe: + 90.000                                                |
| 2024 | Cohete Las mujeres ya no lloran                                                           | — | — | — | — | — | Latin48 Platin · (1 Wo.)Latin | ES28 (2 Wo.)ES | Charteinstieg: 31. März 2024 Verkäufe: + 60.000; feat. Rauw Alejandro                         |
| 2024 | La fuerte Las mujeres ya no lloran                                                        | — | — | — | — | — | Latin— GoldLatin | ES67 (1 Wo.)ES | Charteinstieg: 31. März 2024 Verkäufe: + 30.000; feat. Bizarrap                               |

grau schraffiert: keine Chartdaten aus diesem Jahr verfügbar

### Als Gastmusikerin
| Jahr | Titel Album                                                              | Höchstplatzierung, Gesamtwochen, AuszeichnungChartplatzierungen (Jahr, Titel, Album, Platzierungen, Wochen, Auszeichnungen, Anmerkungen) | Höchstplatzierung, Gesamtwochen, AuszeichnungChartplatzierungen (Jahr, Titel, Album, Platzierungen, Wochen, Auszeichnungen, Anmerkungen) | Höchstplatzierung, Gesamtwochen, AuszeichnungChartplatzierungen (Jahr, Titel, Album, Platzierungen, Wochen, Auszeichnungen, Anmerkungen) | Höchstplatzierung, Gesamtwochen, AuszeichnungChartplatzierungen (Jahr, Titel, Album, Platzierungen, Wochen, Auszeichnungen, Anmerkungen) | Höchstplatzierung, Gesamtwochen, AuszeichnungChartplatzierungen (Jahr, Titel, Album, Platzierungen, Wochen, Auszeichnungen, Anmerkungen) | Höchstplatzierung, Gesamtwochen, AuszeichnungChartplatzierungen (Jahr, Titel, Album, Platzierungen, Wochen, Auszeichnungen, Anmerkungen) | Höchstplatzierung, Gesamtwochen, AuszeichnungChartplatzierungen (Jahr, Titel, Album, Platzierungen, Wochen, Auszeichnungen, Anmerkungen) | Anmerkungen                                                                                              |
| Jahr | Titel Album                                                              | DE | AT | CH | UK | US | Latin | ES | Anmerkungen                                                                                              |
| ---- | ------------------------------------------------------------------------ | --- | --- | --- | --- | --- | --- | --- | --- |
| 2001 | El ultimo adios (The Last Goodbye) El ultimo adios (The Last Goodbye) EP | — | — | — | — | — | — | — | Erstveröffentlichung: 20. September 2001 mit Various Artists                                             |
| 2003 | What More Can I Give –                                                   | — | — | — | — | — | — | — | Erstveröffentlichung: 27. Oktober 2003 mit Various Artists; Original: Michael Jackson                    |
| 2006 | Te lo agradezco, pero no El tren de los momentos                         | — | — | — | — | — | Latin1 (17 Wo.)Latin | — | Erstveröffentlichung: 30. Dezember 2006 Alejandro Sanz feat. Shakira                                     |
| 2007 | Beautiful Liar / Bello embustero B’day (Deluxe Edition)                  | DE1 Gold · (17 Wo.)DE | AT2 (24 Wo.)AT | CH1 (28 Wo.)CH | UK1 Platin · (24 Wo.)UK | US3 ×3Dreifachplatin + Gold (Mastertone) · (18 Wo.)US                                                                                    | Latin10 (14 Wo.)Latin | ES— ×3Dreifachplatin + Dreifachplatin (Ringtone)ES                                                                                       | Erstveröffentlichung: 16. März 2007 Verkäufe: + 4.820.500; Beyoncé feat. Shakira                         |
| 2007 | Si tú no vuelves Papito                                                  | — | — | — | — | — | — | — | Erstveröffentlichung: Mai 2007 Miguel Bosé feat. Shakira                                                 |
| 2007 | Sing Songs of Mass Destruction                                           | — | — | — | — | — | — | — | Erstveröffentlichung: 1. Dezember 2007 Annie Lennox feat. Various Artists                                |
| 2010 | Ay Haiti –                                                               | — | — | — | — | — | — | — | Erstveröffentlichung: März 2010 mit Artists for Haiti                                                    |
| 2010 | Gracias a la vida –                                                      | — | — | — | — | — | — | — | Erstveröffentlichung: März 2010 mit Artists for Chile; Original: Violeta Parra                           |
| 2010 | Somos el mundo 25 por Haiti –                                            | — | — | — | — | — | — | ES31 (1 Wo.)ES | Erstveröffentlichung: 1. März 2010 mit Artistas por Haiti; Original: USA for Africa                      |
| 2012 | Get It Started Global Warming                                            | DE31 (10 Wo.)DE | AT17 (5 Wo.)AT | CH32 (2 Wo.)CH | UK84 (1 Wo.)UK | US89 (2 Wo.)US | Latin48 (1 Wo.)Latin | ES14 (13 Wo.)ES | Erstveröffentlichung: 25. Juni 2012 Verkäufe: + 135.000; Pitbull feat. Shakira                           |
| 2013 | Dançando Real Fantasia                                                   | — | — | — | — | — | — | — | Erstveröffentlichung: 16. Januar 2013 Ivete Sangalo feat. Shakira                                        |
| 2015 | Mi Verdad Cama Incendiada                                                | — | — | — | — | — | Latin1 ×3Dreifachplatin · (22 Wo.)Latin                                                                                                  | ES2 ×2Doppelplatin · (32 Wo.)ES | Erstveröffentlichung: 9. Februar 2015 Verkäufe: + 450.000; Maná feat. Shakira                            |
| 2016 | La Bicicleta Vives                                                       | — | — | CH54 Gold · (19 Wo.)CH | — | US95 (1 Wo.)US | Latin2 ×4×3Vierfachdiamant + Dreifachplatin · (34 Wo.)Latin                                                                              | ES1 ×7Siebenfachplatin · (63 Wo.)ES | Erstveröffentlichung: 27. Mai 2016 Verkäufe: + 4.410.000; Carlos Vives feat. Shakira                     |
| 2017 | Deja vu Five                                                             | — | — | CH92 (1 Wo.)CH | — | — | Latin4 ×9Neunfachplatin · (26 Wo.)Latin                                                                                                  | ES16 ×3Dreifachplatin · (30 Wo.)ES | Erstveröffentlichung: 24. Februar 2017 Verkäufe: + 1.155.000; Prince Royce with Shakira                  |
| 2020 | Girl Like Me Translation                                                 | DE— cDE | — | CH28 ×2Doppelplatin · (19 Wo.)CH | — | US67 Platin · (13 Wo.)US | — | ES— PlatinES | Erstveröffentlichung: 4. Dezember 2020 Verkäufe: + 2.434.333 The Black Eyed Peas feat. Shakira           |
| 2022 | Don’t You Worry Elevation                                                | DE43 (15 Wo.)DE | AT12 Platin · (15 Wo.)AT | CH51 Gold · (16 Wo.)CH | — | — | — | ES63 Gold · (17 Wo.)ES | Erstveröffentlichung: 17. Juni 2022 Verkäufe: + 807.333 The Black Eyed Peas feat. David Guetta & Shakira |
| 2023 | Shakira: Bzrp Music Session Vol. 53 Las mujeres ya no lloran             | DE26 (6 Wo.)DE | AT16 (6 Wo.)AT | CH2 (22 Wo.)CH | UK31 (5 Wo.)UK | US9 Gold · (15 Wo.)US | Latin1 (20 Wo.)Latin | ES1 ×7Siebenfachplatin · (58 Wo.)ES | Erstveröffentlichung: 11. Januar 2023 Verkäufe: + 2.360.000; Bizarrap feat. Shakira                      |
| 2025 | Bésame ¿Y ahora qué?                                                     | — | — | — | — | — | — | ES66 (2 Wo.)ES | Erstveröffentlichung: 22. Mai 2025 Alejandro Sanz feat. Shakira                                          |

## Videoalben und Musikvideos

### Videoalben
| Jahr | Titel Musiklabel                                  | Höchstplatzierung, Gesamtwochen, AuszeichnungChartplatzierungen (Jahr, Titel, Musiklabel, Platzierungen, Wochen, Auszeichnungen, Anmerkungen) | Höchstplatzierung, Gesamtwochen, AuszeichnungChartplatzierungen (Jahr, Titel, Musiklabel, Platzierungen, Wochen, Auszeichnungen, Anmerkungen) | Höchstplatzierung, Gesamtwochen, AuszeichnungChartplatzierungen (Jahr, Titel, Musiklabel, Platzierungen, Wochen, Auszeichnungen, Anmerkungen) | Höchstplatzierung, Gesamtwochen, AuszeichnungChartplatzierungen (Jahr, Titel, Musiklabel, Platzierungen, Wochen, Auszeichnungen, Anmerkungen) | Höchstplatzierung, Gesamtwochen, AuszeichnungChartplatzierungen (Jahr, Titel, Musiklabel, Platzierungen, Wochen, Auszeichnungen, Anmerkungen) | Höchstplatzierung, Gesamtwochen, AuszeichnungChartplatzierungen (Jahr, Titel, Musiklabel, Platzierungen, Wochen, Auszeichnungen, Anmerkungen) | Höchstplatzierung, Gesamtwochen, AuszeichnungChartplatzierungen (Jahr, Titel, Musiklabel, Platzierungen, Wochen, Auszeichnungen, Anmerkungen) | Anmerkungen                                                 |
| Jahr | Titel Musiklabel                                  | DE | AT | CH | UK | US | Latin | ES | Anmerkungen                                                 |
| ---- | ------------------------------------------------- | --- | --- | --- | --- | --- | --- | --- | ----------------------------------------------------------- |
| 2000 | MTV Unplugged Sony Music                          | DE d GoldDE | AT dAT | CH dCH | — | US9 Gold · (18 Wo.)US | — | ES— GoldES | Erstveröffentlichung: 29. Februar 2000 Verkäufe: + 97.000   |
| 2004 | En vivo y en privado / Live & Off the Record Epic | DE d ×3DreifachgoldDE | AT3 (5 Wo.)AT | CH dCH | UK9 (5 Wo.)UK | US1 Gold · (18 Wo.)US | — | ES dES | Erstveröffentlichung: 22. März 2004 Verkäufe: + 170.500     |
| 2007 | Tour Fijación Oral / Oral Fixation Tour Epic      | DE dDE | AT5 (3 Wo.)AT | CH10 (2 Wo.)CH | UK19 (3 Wo.)UK | US5 Platin · (59 Wo.)US | — | ES— ×2DoppelplatinES | Erstveröffentlichung: 12. November 2007 Verkäufe: + 180.000 |
| 2011 | En vivo desde París / Live from Paris Epic        | DE dDE | AT6 (6 Wo.)AT | CH4 (13 Wo.)CH | UK29 (7 Wo.)UK | US5 (35 Wo.)US | — | ES dES | Erstveröffentlichung: 2. Dezember 2011 Verkäufe: + 20.000   |

grau schraffiert: keine Chartdaten aus diesem Jahr verfügbar

### Musikvideos
| Jahr | Titel                                                         | Regie |
| ---- | ------------------------------------------------------------- | --- |
| 1991 | Magia                                                         | |
| 1991 | Esta noche voy contigo                                        | |
| 1991 | Sueños                                                        | |
| 1993 | Tú serás la historia de mi vida                               | |
| 1995 | Estoy aquí                                                    | Simón Brand |
| 1996 | ¿Dónde estás corazón?                                         | Oscar Azula Julian Torres (Originalversion) Gustavo Garzón (Alternativversion) Camilo Falcon (2. Alternativversion) |
| 1996 | Pies descalzos, sueños blancos                                | Gustavo Garzón |
| 1996 | Un poco de amor                                               | Gustavo Garzón |
| 1997 | Se quiere, se mata                                            | Juan Carlos Martin                                                                                                  |
| 1998 | Ciega, sordomuda                                              | Gustavo Garzón |
| 1998 | Tú                                                            | Emilio Estefan |
| 1998 | Inevitable                                                    | Gustavo Garzón |
| 1999 | No creo                                                       | Gustavo Garzón |
| 1999 | Ojos así                                                      | Mark Kohr |
| 2001 | Whenever, Wherever / Suerte                                   | Francis Lawrence |
| 2002 | Underneath Your Clothes                                       | Herb Ritts |
| 2002 | Objection (Tango) / Te aviso, te anuncio (Tango)              | Dave Meyers |
| 2002 | Te dejo Madrid                                                | W.I.Z. |
| 2002 | Que me quedes tú                                              | Ramiro Agulla, Esteban Sapir                                                                                        |
| 2002 | The One                                                       | Ramiro Agulla, Esteban Sapir                                                                                        |
| 2005 | La Tortura                                                    | Michael Haussman |
| 2005 | No                                                            | Jaume de Laiguana                                                                                                   |
| 2005 | Don’t Bother                                                  | Jaume de Laiguana                                                                                                   |
| 2006 | Día de enero                                                  | Jaume de Laiguana                                                                                                   |
| 2006 | Hips Don’t Lie                                                | Sophie Muller |
| 2006 | Illegal                                                       | Jaume de Laiguana, Shakira                                                                                          |
| 2006 | Beautiful Liar                                                | Jake Nava |
| 2006 | Te lo agradezco, pero no                                      | Jaume de Laiguana                                                                                                   |
| 2007 | Las de la intuición                                           | Jaume de Laiguana, Shakira                                                                                          |
| 2008 | Hay amores                                                    | Vincent Passeri |
| 2009 | She Wolf / Loba                                               | Jake Nava |
| 2009 | Did It Again / Lo hecho está hecho                            | Sophie Muller (Original- + Remixversion)                                                                            |
| 2009 | Give It Up to Me                                              | Sophie Muller |
| 2010 | Gypsy / Gitana                                                | Jaume de Laiguana                                                                                                   |
| 2010 | Waka Waka (This Time for Africa) / Waka Waka (esto es Africa) | Marcus Raboy |
| 2010 | Loca                                                          | Jaume de Laiguana                                                                                                   |
| 2010 | Sale el sol                                                   | Jaume de Laiguana                                                                                                   |
| 2011 | Rabiosa                                                       | Jaume de Laiguana                                                                                                   |
| 2011 | Todos juntos                                                  | Roman White |
| 2012 | Addicted to You                                               | Anthony Mandler |
| 2012 | Get It Started                                                | David Rosseau |
| 2014 | Can’t Remember to Forget You / Nunca me acuerdo de olvidarte  | Joseph Kahn |
| 2014 | Empire                                                        | Darren Craig, Jonathan Craven, Jeff Nicholas                                                                        |
| 2014 | Dare (La La La) / La La La                                    | Anthony Mandler (Originalversion) Jaume de Laiguana (Remixversion)                                                  |
| 2015 | Mi verdad                                                     | Jaume de Laiguana                                                                                                   |
| 2016 | Try Everything                                                | Jared Bush, Byron Howard, Rich Moore                                                                                |
| 2016 | La Bicicleta                                                  | Jaume de Laiguana                                                                                                   |
| 2016 | Chantaje                                                      | Jaume de Laiguana                                                                                                   |
| 2017 | Deja vu                                                       | Jaume de Laiguana                                                                                                   |
| 2017 | Comme moi                                                     | Jaume de Laiguana                                                                                                   |
| 2017 | Me enamoré!                                                   | Jaume de Laiguana                                                                                                   |
| 2017 | Perro fiel                                                    | Jaume de Laiguana                                                                                                   |
| 2018 | Trap                                                          | Jaume de Laiguana                                                                                                   |
| 2018 | Clandestino                                                   | Jaume de Laiguana                                                                                                   |
| 2018 | Nada                                                          | Jaume de Laiguana                                                                                                   |
| 2020 | Me gusta                                                      | Drew Kirsch |
| 2020 | Girl Like Me                                                  | Rich Lee |
| 2021 | Don’t Wait Up                                                 | Warren Fu |
| 2022 | Te Felicito                                                   | Jaume de Laiguana                                                                                                   |
| 2022 | Don’t You Worry                                               | Julien Christian Lutz                                                                                               |
| 2022 | Monotonía                                                     | Jaume de Laiguana, Shakira                                                                                          |
| 2023 | TGQ                                                           | Pedro Artola |
| 2023 | Acróstico                                                     | |
| 2023 | Copa vacía                                                    | Jaume de Laiguana, Shakira                                                                                          |
| 2023 | El jefe                                                       | Jora Frantzis |
| 2024 | Puntería                                                      | Dave Meyers |
| 2024 | (Entre Paréntesis)                                            | Mike Ho |
| 2024 | Soltera                                                       | |
| 2025 | Bésame                                                        | Jaume de Laiguana                                                                                                   |

## Autorenbeteiligungen
Shakira schreibt die meisten ihrer Lieder und Lieder selbst, an denen sie als Gastsängerin beteiligt ist. Die folgende Tabelle beinhaltet Charterfolge von Shakira, die sie als Autorin (Musik/Text) und nicht als Interpretin verbuchen konnte.
| Jahr | Titel Interpretation                                                  | Höchstplatzierung, Gesamtwochen, AuszeichnungChartplatzierungen (Jahr, Titel, Interpretation, Platzierungen, Wochen, Auszeichnungen, Anmerkungen) | Höchstplatzierung, Gesamtwochen, AuszeichnungChartplatzierungen (Jahr, Titel, Interpretation, Platzierungen, Wochen, Auszeichnungen, Anmerkungen) | Höchstplatzierung, Gesamtwochen, AuszeichnungChartplatzierungen (Jahr, Titel, Interpretation, Platzierungen, Wochen, Auszeichnungen, Anmerkungen) | Höchstplatzierung, Gesamtwochen, AuszeichnungChartplatzierungen (Jahr, Titel, Interpretation, Platzierungen, Wochen, Auszeichnungen, Anmerkungen) | Höchstplatzierung, Gesamtwochen, AuszeichnungChartplatzierungen (Jahr, Titel, Interpretation, Platzierungen, Wochen, Auszeichnungen, Anmerkungen) | Höchstplatzierung, Gesamtwochen, AuszeichnungChartplatzierungen (Jahr, Titel, Interpretation, Platzierungen, Wochen, Auszeichnungen, Anmerkungen) | Höchstplatzierung, Gesamtwochen, AuszeichnungChartplatzierungen (Jahr, Titel, Interpretation, Platzierungen, Wochen, Auszeichnungen, Anmerkungen) | Anmerkungen                                                                                 |
| Jahr | Titel Interpretation                                                  | DE | AT | CH | UK | US | Latin | ES | Anmerkungen                                                                                 |
| ---- | --------------------------------------------------------------------- | --- | --- | --- | --- | --- | --- | --- | ------------------------------------------------------------------------------------------- |
| 2011 | Lecker Lecker SpongeBob Schwammkopf                                   | DE43 (6 Wo.)DE | AT45 (2 Wo.)AT | — | — | — | — | — | Erstveröffentlichung: 25. Mai 2011 Coverversion von Waka Waka (This Time for Africa)        |
| 2018 | Mad Love Sean Paul & David Guetta feat. Becky G                       | DE10 Gold · (22 Wo.)DE | AT33 (13 Wo.)AT | CH36 (19 Wo.)CH | UK22 Gold · (16 Wo.)UK | — | — | ES43 (26 Wo.)ES | Erstveröffentlichung: 16. Februar 2018 Verkäufe: + 1.135.000                                |
| 2018 | Whenever Kris Kross Amsterdam & The Boy Next Door feat. Conor Maynard | DE46 Gold · (14 Wo.)DE | AT56 (5 Wo.)AT | CH68 (7 Wo.)CH | UK95 (2 Wo.)UK | — | — | — | Erstveröffentlichung: 22. Juni 2018 Verkäufe: + 370.000 Coverversion von Whenever, Wherever |
| 2024 | Whatever Kygo & Ava Max                                               | DE26 (… Wo.)DE | AT22 (… Wo.)AT | CH16 (… Wo.)CH | UK15 (… Wo.)UK | — | — | — | Erstveröffentlichung: 19. Januar 2024 Coverversion von Whenever, Wherever                   |

## Boxsets
| Jahr | Titel Musiklabel                                                    | Höchstplatzierung, Gesamtwochen, AuszeichnungChartplatzierungen (Jahr, Titel, Musiklabel, Platzierungen, Wochen, Auszeichnungen, Anmerkungen) | Höchstplatzierung, Gesamtwochen, AuszeichnungChartplatzierungen (Jahr, Titel, Musiklabel, Platzierungen, Wochen, Auszeichnungen, Anmerkungen) | Höchstplatzierung, Gesamtwochen, AuszeichnungChartplatzierungen (Jahr, Titel, Musiklabel, Platzierungen, Wochen, Auszeichnungen, Anmerkungen) | Höchstplatzierung, Gesamtwochen, AuszeichnungChartplatzierungen (Jahr, Titel, Musiklabel, Platzierungen, Wochen, Auszeichnungen, Anmerkungen) | Höchstplatzierung, Gesamtwochen, AuszeichnungChartplatzierungen (Jahr, Titel, Musiklabel, Platzierungen, Wochen, Auszeichnungen, Anmerkungen) | Höchstplatzierung, Gesamtwochen, AuszeichnungChartplatzierungen (Jahr, Titel, Musiklabel, Platzierungen, Wochen, Auszeichnungen, Anmerkungen) | Höchstplatzierung, Gesamtwochen, AuszeichnungChartplatzierungen (Jahr, Titel, Musiklabel, Platzierungen, Wochen, Auszeichnungen, Anmerkungen) | Anmerkungen                            |
| Jahr | Titel Musiklabel                                                    | DE | AT | CH | UK | US | Latin | ES | Anmerkungen                            |
| ---- | ------------------------------------------------------------------- | --- | --- | --- | --- | --- | --- | --- | -------------------------------------- |
| 2006 | Fijación oral vol. 1 / Oral Fixation Vol. 2 Epic Records (Sony BMG) | — | — | CH91 (1 Wo.)CH | — | — | Latin27 (8 Wo.)Latin | ES25 (38 Wo.)ES | Erstveröffentlichung: 5. Dezember 2006 |

## Promoveröffentlichungen
| Jahr | Titel Album                                                          | Anmerkungen                                                    |
| ---- | -------------------------------------------------------------------- | -------------------------------------------------------------- |
| 1993 | Eres Peligro                                                         | Erstveröffentlichung: 11. Mai 1993                             |
| 1996 | Quiero Pies descalzos                                                | Erstveröffentlichung: 1996                                     |
| 2001 | Fool Laundry Service                                                 | Erstveröffentlichung: 2001                                     |
| 2001 | Ask for More The Pepsi EP                                            | Erstveröffentlichung: 2001                                     |
| 2002 | Knock on My Door The Pepsi EP                                        | Erstveröffentlichung: 2002                                     |
| 2002 | Ready for the Good Times Laundry Service                             | Erstveröffentlichung: 2002                                     |
| 2003 | Ojos así / Un poco de amo Dónde están los ladrones? / Pies descalzos | Erstveröffentlichung: 2003                                     |
| 2004 | Poem to a Horse (Live) Live & Off the Record                         | Erstveröffentlichung: 2004                                     |
| 2008 | Hay Amores Die Liebe in den Zeiten der Cholera (O.S.T.)              | Erstveröffentlichung: 4. Februar 2008                          |
| 2010 | I’ll Stand by You Hope for Haiti Now                                 | Erstveröffentlichung: 23. Januar 2010 mit den Roots            |
| 2013 | Blanca Mujer Vida                                                    | Erstveröffentlichung: 4. Februar 2013 Draco Rosa feat. Shakira |

## Sonderveröffentlichungen

### Alben
| Jahr | Titel Musiklabel                                 | Anmerkungen                              |
| ---- | ------------------------------------------------ | ---------------------------------------- |
| 2007 | ¿Dónde están los ladrones? + Pies descalzos Epic | Erstveröffentlichung: 28. September 2007 |
| 2010 | Grandes éxitos + Laundry Service Sony Music      | Erstveröffentlichung: 13. September 2010 |
| 2011 | Fijación oral vol. 1 + Oral Fixation Vol. 2 Epic | Erstveröffentlichung: 16. September 2011 |
| 2011 | Laundry Service + She Wolf Sony Music            | Erstveröffentlichung: 19. September 2011 |
| 2013 | She Wolf + Sale el sol Sony Music                | Erstveröffentlichung: 12. August 2013    |
| 2017 | Sale el sol + Shakira. SMC                       | Erstveröffentlichung: 18. August 2017    |

### Lieder
| Jahr | Titel Album                                                              | Anmerkungen                                                                              |
| ---- | ------------------------------------------------------------------------ | ---------------------------------------------------------------------------------------- |
| 2001 | El ultimo adios (The Last Goodbye) El ultimo adios (The Last Goodbye) EP | Erstveröffentlichung: 20. September 2001 mit Various Artists                             |
| 2006 | Te lo agradezco, pero no El tren de los momentos                         | Erstveröffentlichung: 7. November 2006 Alejandro Sanz feat. Shakira                      |
| 2007 | Si tú no vuelves Papito                                                  | Erstveröffentlichung: 20. März 2007 Miguel Bosé feat. Shakira                            |
| 2007 | Bello embustero / Beautiful Liar B’day (Deluxe Edition)                  | Erstveröffentlichung: 29. Mai 2007 Beyoncé feat. Shakira                                 |
| 2007 | Sing Songs of Mass Destruction                                           | Erstveröffentlichung: 1. Oktober 2007 Annie Lennox feat. Various Artists                 |
| 2007 | King & Queen Carnival Vol. II: Memoirs of an Immigrant                   | Erstveröffentlichung: 4. Dezember 2007 Wyclef Jean feat. Shakira                         |
| 2009 | La maza Cantora 1                                                        | Erstveröffentlichung: März 2009 Mercedes Sosa feat. Shakira                              |
| 2012 | Dançando Real Fantasia                                                   | Erstveröffentlichung: 9. Oktober 2012 Ivete Sangalo feat. Shakira                        |
| 2012 | Get It Started Global Warming                                            | Erstveröffentlichung: 16. November 2012 Pitbull feat. Shakira                            |
| 2013 | Blanca mujer Vida                                                        | Erstveröffentlichung: 19. März 2013 Draco Rosa feat. Shakira                             |
| 2015 | Mi verdad Cama Incendiada                                                | Erstveröffentlichung: 21. April 2015 Maná feat. Shakira                                  |
| 2016 | Comme moi Éternel insatisfait                                            | Erstveröffentlichung: 28. Oktober 2016 Black M feat. Shakira                             |
| 2017 | La Bicicleta Vives                                                       | Erstveröffentlichung: 10. November 2017 Carlos Vives feat. Shakira                       |
| 2020 | Girl Like Me Translation                                                 | Erstveröffentlichung: 19. Juni 2020 The Black Eyed Peas feat. Shakira                    |
| 2022 | Don’t You Worry Elevation                                                | Erstveröffentlichung: 11. November 2022 The Black Eyed Peas feat. David Guetta & Shakira |
| 2023 | TQG Mañana será bonito                                                   | Erstveröffentlichung: 24. Februar 2023 Karol G & Shakira                                 |
| 2025 | Bésame ¿Y ahora qué?                                                     | Erstveröffentlichung: 23. Mai 2025 Alejandro Sanz feat. Shakira                          |

| Jahr | Titel Album                                  | Anmerkungen                                                    |
| ---- | -------------------------------------------- | -------------------------------------------------------------- |
| 2002 | Always on My Mind VH1 Divas Las Vegas        | Erstveröffentlichung: 22. Oktober 2002 Original: Gwen McCrae   |
| 2009 | Higher Ground Lincoln Memorial “We Are One”  | Erstveröffentlichung: 2009 Stevie Wonder & Usher feat. Shakira |
| 2010 | I’ll Stand by You Hope for Haiti Now         | Erstveröffentlichung: 23. Januar 2010 mit den Roots            |
| 2010 | Todos juntos We Did It! Dora’s Greatest Hits | Erstveröffentlichung: 2010                                     |

| Jahr | Titel Soundtrack                                 | Anmerkungen                           |
| ---- | ------------------------------------------------ | ------------------------------------- |
| 2008 | Despedida Die Liebe in den Zeiten der Cholera    | Erstveröffentlichung: 15. Januar 2008 |
| 2008 | Hay Amores Die Liebe in den Zeiten der Cholera   | Erstveröffentlichung: 15. Januar 2008 |
| 2008 | Pienso en ti Die Liebe in den Zeiten der Cholera | Erstveröffentlichung: 15. Januar 2008 |
| 2016 | Try Everything Zoomania                          | Erstveröffentlichung: 4. März 2016    |

## Statistik

### Chartauswertung
Die folgenden Statistiken bieten eine Übersicht über die Charterfolge von Shakira. Zu beachten ist, dass bei den Singles nur Interpretationen und keine Autorenbeteiligungen berücksichtigt werden.
|                     | DE     | AT     | CH     | UK    | US     | Latin        | ES     |
| ------------------- | ------ | ------ | ------ | ----- | ------ | ------------ | ------ |
| Nummer-eins-Alben   | DE1DE  | AT1AT  | CH2CH  | UK—UK | US—US  | Latin7Latin  | ES4ES  |
| Top-10-Alben        | DE5DE  | AT7AT  | CH7CH  | UK2UK | US5US  | Latin9Latin  | ES10ES |
| Alben in den Charts | DE14DE | AT10AT | CH13CH | UK5UK | US12US | Latin12Latin | ES14ES |

|                       | DE     | AT     | CH     | UK     | US     | Latin        | ES     |
| --------------------- | ------ | ------ | ------ | ------ | ------ | ------------ | ------ |
| Nummer-eins-Singles   | DE4DE  | AT3AT  | CH5CH  | UK2UK  | US1US  | Latin13Latin | ES11ES |
| Top-10-Singles        | DE11DE | AT12AT | CH17CH | UK6UK  | US6US  | Latin36Latin | ES27ES |
| Singles in den Charts | DE22DE | AT22AT | CH38CH | UK15UK | US29US | Latin53Latin | ES45ES |

|                          | DE    | AT    | CH    | UK    | US    | Latin       | ES    |
| ------------------------ | ----- | ----- | ----- | ----- | ----- | ----------- | ----- |
| Nummer-eins-Videoalben   | DE—DE | AT—AT | CH—CH | UK—UK | US1US | Latin—Latin | ES—ES |
| Top-10-Videoalben        | DE—DE | AT3AT | CH2CH | UK1UK | US4US | Latin—Latin | ES—ES |
| Videoalben in den Charts | DE—DE | AT3AT | CH2CH | UK3UK | US4US | Latin—Latin | ES—ES |

### Auszeichnungen für Musikverkäufe
Die Lieder Si te vas und Si tú no vuelves wurden weder als Singles veröffentlicht, noch konnten sie aufgrund von Downloads oder Streaming die Charts erreichen, dennoch erhielten diese Schallplattenauszeichnungen.
| Land/RegionAuszeichnungen für Musikverkäufe (Land/Region, Auszeichnungen, Verkäufe, Quellen) | Silber     | Gold         | Platin         | Diamant       | Verkäufe    | Quellen                                                                                 |
| -------------------------------------------------------------------------------------------- | ---------- | ------------ | -------------- | ------------- | ----------- | --------------------------------------------------------------------------------------- |
| Ägypten (IFPI)                                                                               | —          | —            | 4× Platin4     | —             | 40.000      | Einzelnachweise                                                                         |
| Argentinien (CAPIF)                                                                          | —          | 2× Gold2     | 20× Platin20   | —             | 1.156.000   | capif.org.ar AR2                                                                        |
| Australien (ARIA)                                                                            | —          | 5× Gold5     | 23× Platin23   | —             | 1.892.500   | aria.com.au                                                                             |
| Belgien (BRMA)                                                                               | —          | 8× Gold8     | 9× Platin9     | —             | 530.000     | ultratop.be                                                                             |
| Brasilien (PMB)                                                                              | —          | 12× Gold12   | 37× Platin37   | 15× Diamant15 | 7.105.000   | pro-musicabr.org.br                                                                     |
| Chile (IFPI)                                                                                 | —          | 2× Gold2     | 11× Platin11   | —             | 785.500     | profovi.cl CL2                                                                          |
| Dänemark (IFPI)                                                                              | —          | 8× Gold8     | 10× Platin10   | —             | 752.500     | ifpi.dk                                                                                 |
| Deutschland (BVMI)                                                                           | —          | 16× Gold16   | 16× Platin16   | —             | 6.800.000   | musikindustrie.de                                                                       |
| Ecuador (SOPROFON)                                                                           | —          | —            | 3× Platin3     | —             | 45.000      | Einzelnachweise                                                                         |
| Europa (IFPI)                                                                                | —          | —            | 6× Platin6     | —             | (6.000.000) | ifpi.org (Memento vom 1. Januar 2014 im Internet Archive)                               |
| Finnland (IFPI)                                                                              | —          | 2× Gold2     | 4× Platin4     | —             | 123.950     | ifpi.fi                                                                                 |
| Frankreich (SNEP)                                                                            | —          | 10× Gold10   | 11× Platin11   | 6× Diamant6   | 6.509.732   | infodisc.fr snepmusique.com                                                             |
| Golf-Kooperationsrat (IFPI)                                                                  | —          | —            | Platin1        | —             | 6.000       | ifpi.org (Memento vom 15. Oktober 2013 im Internet Archive)                             |
| Griechenland (IFPI)                                                                          | —          | 3× Gold3     | 5× Platin5     | —             | 123.000     | Einzelnachweise                                                                         |
| Hongkong (IFPI/HKRIA)                                                                        | —          | Gold1        | —              | —             | 10.000      | Einzelnachweise                                                                         |
| Indien (IMI)                                                                                 | —          | Gold1        | 5× Platin5     | —             | 210.000     | Einzelnachweise                                                                         |
| Indonesien (ASIRI)                                                                           | —          | Gold1        | —              | —             | 25.000      | Einzelnachweise                                                                         |
| Irland (IRMA)                                                                                | —          | Gold1        | 3× Platin3     | —             | 52.500      | irishcharts.ie                                                                          |
| Israel (IFPI)                                                                                | —          | Gold1        | —              | —             | 20.000      | Einzelnachweise                                                                         |
| Italien (FIMI)                                                                               | —          | 11× Gold11   | 31× Platin31   | —             | 2.300.000   | fimi.it                                                                                 |
| Kanada (MC)                                                                                  | —          | 14× Gold14   | 36× Platin36   | Diamant1      | 4.370.000   | musiccanada.com                                                                         |
| Kolumbien (ASINCOL)                                                                          | —          | 5× Gold5     | 19× Platin19   | Diamant1      | 1.627.500   | Einzelnachweise                                                                         |
| Libanon (IFPI)                                                                               | —          | Gold1        | —              | —             | 3.000       | Einzelnachweise                                                                         |
| Malaysia (RIM)                                                                               | —          | Gold1        | —              | —             | 15.000      | Einzelnachweise                                                                         |
| Mexiko (AMPROFON)                                                                            | —          | 48× Gold48   | 130× Platin130 | 40× Diamant40 | 26.475.000  | amprofon.com.mx                                                                         |
| Neuseeland (RMNZ)                                                                            | —          | 4× Gold4     | 12× Platin12   | —             | 315.000     | aotearoamusiccharts.co.nz NZ2 (Memento vom 31. August 2011 im Internet Archive) NZ3 NZ4 |
| Niederlande (NVPI)                                                                           | —          | —            | 4× Platin4     | —             | 290.000     | nvpi.nl                                                                                 |
| Norwegen (IFPI)                                                                              | —          | 2× Gold2     | 11× Platin11   | —             | 335.000     | ifpi.no NO2                                                                             |
| Österreich (IFPI)                                                                            | —          | 3× Gold3     | 10× Platin10   | —             | 355.000     | ifpi.at                                                                                 |
| Peru (UNIMPRO)                                                                               | —          | Gold1        | 3× Platin3     | —             | 27.000      | Einzelnachweise                                                                         |
| Philippinen (PARI)                                                                           | —          | Gold1        | —              | —             | 20.000      | Einzelnachweise                                                                         |
| Polen (ZPAV)                                                                                 | —          | 7× Gold7     | 13× Platin13   | —             | 585.000     | olis.pl                                                                                 |
| Portugal (AFP)                                                                               | Silber1    | 7× Gold7     | 14× Platin14   | —             | 349.000     | Einzelnachweise                                                                         |
| Rumänien (UFPR)                                                                              | —          | —            | Platin1        | —             | 20.000      | Einzelnachweise                                                                         |
| Russland (NFPF)                                                                              | —          | —            | 9× Platin9     | —             | 180.000     | 2m-online.ru                                                                            |
| Schweden (IFPI)                                                                              | —          | 3× Gold3     | 15× Platin15   | —             | 690.000     | sverigetopplistan.se                                                                    |
| Schweiz (IFPI)                                                                               | —          | 12× Gold12   | 22× Platin22   | —             | 860.000     | hitparade.ch                                                                            |
| Singapur (RIAS)                                                                              | —          | Gold1        | —              | —             | 7.500       | Einzelnachweise                                                                         |
| Spanien (Promusicae)                                                                         | —          | 16× Gold16   | 134× Platin134 | —             | 6.780.000   | elportaldemusica.es promusicae.es                                                       |
| Südafrika (RISA)                                                                             | —          | —            | Platin1        | —             | 50.000      | mi2n.com                                                                                |
| Südkorea (KMCA)                                                                              | —          | —            | —              | —             | 9.863       | Einzelnachweise                                                                         |
| Taiwan (RIT)                                                                                 | —          | —            | Platin1        | —             | 50.000      | Einzelnachweise                                                                         |
| Thailand (TECA)                                                                              | —          | —            | Platin1        | —             | 40.000      | Einzelnachweise                                                                         |
| Tschechien (IFPI)                                                                            | —          | Gold1        | —              | —             | 25.000      | Einzelnachweise                                                                         |
| Türkei (Mü-YAP)                                                                              | —          | —            | 6× Platin6     | —             | 180.000     | Einzelnachweise                                                                         |
| Ungarn (MAHASZ)                                                                              | —          | Gold1        | 5× Platin5     | —             | 63.000      | slagerlistak.hu                                                                         |
| Uruguay (CUD)                                                                                | —          | Gold1        | 2× Platin2     | —             | 33.000      | cudisco.org                                                                             |
| Venezuela (APFV)                                                                             | —          | Gold1        | 8× Platin8     | —             | 527.511     | Einzelnachweise                                                                         |
| Vereinigte Staaten (RIAA)                                                                    | —          | 12× Gold12   | 110× Platin110 | 16× Diamant16 | 45.894.100  | riaa.com                                                                                |
| Vereinigtes Königreich (BPI)                                                                 | Silber1    | 3× Gold3     | 16× Platin16   | —             | 9.583.000   | bpi.co.uk                                                                               |
| Zentralamerika (CFC)                                                                         | —          | Gold1        | 9× Platin9     | —             | 605.000     | cfc-musica.com                                                                          |
| Insgesamt                                                                                    | 2× Silber2 | 230× Gold230 | 791× Platin791 | 79× Diamant79 |             |                                                                                         |